# St Marys, New South Wales
St Marys este o suburbie în Sydney, Australia.